# Joan Evans (historienne d'art)
Pour les articles homonymes, voir Evans.
Ne pas confondre avec l'actrice américaine Joan Evans (née en 1934).
Joan Evans (1893 – 1977) est une historienne britannique de l’art médiéval en France et en Angleterre.

## Biographie
Fille de l’archéologue et homme d’affaires John Evans et de sa troisième femme, Maria Millington Lathbury (1856–1944), elle est la demi-sœur d’Arthur Evans, qui a fouillé Cnossos et découvert la civilisation minoenne.
En 1946, elle consacre un ouvrage à une rescapée de la révolution Française, Anne-Louise de Domangeville, comtesse de Sérilly, titré « La poursuite du bonheur ». En 1947, elle acquiert la Chapelle aux moines de Berzé-la-Ville, chef-d’œuvre de l'art roman clunisien, et en fait don à l'académie de Mâcon. En 1950 elle publie à la maison d’édition Cambridge University Press son livre L’art de Cluny de la période romane qui traite de l’art et de la sculpture des moines de l’abbaye de Cluny. Elle rédige une Histoire de la Société des antiquaires de Londres et une autobiographie Prelude and Fugue, publiée en 1964.